# فاري
فاري (Βάρη) هي مدينة في كيكلاديس في اليونان.
يبلغ عدد سكانها حوالي 1171 نسمة.